# گونسالو د کاسترو
گونسالو دِ کاسترو (اسپانیایی: Gonzalo de Castro‎؛ زادهٔ ۲ فوریهٔ ۱۹۶۳) بازیگر اهل اسپانیا است.
از فیلم‌ها یا برنامه‌های تلویزیونی که وی در آن نقش داشته است، می‌توان به برج سوسو، خانواده بی‌نقص، بی‌گناه، ۷ زندگی، سوپرلوپز و خرس‌ها چه فایده‌ای دارند؟ اشاره کرد.